# سیگنال دائمی
سیگنال دائمی (PS) در اصطلاحات تلفنی آمریکا، یا حلقه دائمی در کاربرد بریتانیایی، شرایطی است که در آن خط پوتس بدون اتصال برای مدت زمان طولانی قلاب-قطع است. (صدای زوزه‌کش) یا بوق بلند ۴۸۰/۵۰۰ هرتزی را پخش می‌کند. بوق قلاب-قطع بوقی با شدت افزاینده است که هدف آن هشدار دادن به کاربران تلفن از این واقعیت است که گیرنده بدون برقراری در تماس تلفنی قلاب قطع (گوشی را نگذاشته) شده‌است.